# Distretto di Hua Hin
Il distretto di Hua Hin (in thailandese: หัวหิน) è un distretto (amphoe) della Thailandia, situato nella provincia di Prachuap Khiri Khan.